# 四盘耳乌贼
四盘耳乌贼（学名：Euprymna morsei）为耳乌贼科四盘耳乌贼属的动物，俗名墨鱼豆。分布于日本群岛海域，包括黄海等海域，生活环境为海水，主要生活于温水性浅海。该物种的模式产地在日本东京湾